# アイガー (企業)
株式会社アイガーは、1990年7月設立の東京都千代田区丸の内に本社を置く広告ブランディング会社である。
教育機関（大学、高等学校、中学校、小学校、専門学校等）や一般企業（製造業、販売業、サービス業、金融機関等）向けに、ブランディング・プロダクションとして、広告主の戦略的ブランド価値の追求にフォーカスした広告ブランディング事業を展開している。

## 沿革
- 1986年[要出典]（昭和61年）4月 - 東京都中央区新川において、学生時代の大学サークル活動の一環として、一般企業から広報の仕事を受注し、「アイガーグループ」として活動を開始。
- 1990年（平成2年）7月 - 東京都中央区新川に広告代理業、印刷物、パンフレット、チラシ、卒業アルバム等の制作販売等を事業目的として設立[2]。
- 1995年（平成7年）9月 - 本社を東京都中央区「宮崎新川ビル」に移転。
- 2005年（平成17年）1月 - 本社を聖路加タワーに移転。
- 2007年（平成19年）7月 - 東京都葛飾区にハイビジョン設備を設置し、自社TVスタジオ「Ｋスタジオ」を新設。
- 2010年（平成22年）9月 - 大阪府吹田市に大阪事業所を設置。
- 2012年（平成24年）
  - 1月 - 東京都中央区に子会社として株式会社ダンデライオンを設立。
  - 2月 - 米国に子会社としてIGER America Corporation（現・連結子会社） を設立。
- 2014年（平成26年）7月 - 本社をグラントウキョウノースタワーに移転。
- 2017年（平成29年）
  - 2月 - 名古屋市中村区に名古屋事業所を設置。
  - 5月 - 株式会社ダンデライオンを清算。
- 2019年（令和元年）9月 - 首都圏営業部を丸の内トラストタワーに増設。
- 2020年（令和2年）
  - 2月 - 福岡市博多区に福岡事業所設置。
  - 12月 - 学費比較サイト「学費ナビ」サービスを開始[3]。
- 2021年（令和3年）1月 -「プライバシーマーク」を取得。
- 2022年（令和4年）
  - 2月 - 女性活躍推進企業「えるぼし認定」の認定段階3を取得。
  - 6月 - 東京証券取引所TOKYO PRO Marketへ上場
  - 12月 - マーケティングツール「ライバルWebサーチ」サービスを開始。

## 事業所
| 事業所名          | 住所                                                       |
| ----------------- | ---------------------------------------------------------- |
| 本社              | 東京都千代田区丸の内1-9-1 グラントウキョウノースタワー36階 |
| 首都圏営業部      | 東京都千代田区丸の内1-8-1 丸の内トラストタワーN館11階      |
| 名古屋事業所      | 愛知県名古屋市中村区名駅1-1-1 JPタワー名古屋22階           |
| 大阪事業所        | 大阪府大阪市北区梅田1-1-3 大阪駅前第3ビル15階              |
| 福岡事業所        | 福岡県福岡市博多区博多駅前1-2-5 紙与博多ビル2階            |
| アイガーKスタジオ | 東京都葛飾区奥戸8-9-6 アイガーKスタジオビル                |